# 간접 프리킥
간접 프리킥(Indirect free kick)은 미드필드 지역에서 자기편이 상대방에게 또는 상대편이 자기편에게 반칙을 범했을 경우, 또는 자기편이 상대편의 진영에서 오프사이드 또는 반칙을 범했을 경우 심판이 지정해 주는 위치에서 차는 킥을 말한다. 무조건 다른 선수의 손과 팔을 제외한 신체 부위를 맞고 들어가야 골로 인정된다. 만약 간접 프리킥에서 골이 들어갔다 하더라도, 다른 선수가 맞지 않고 들어갔다면 골이 인정되지 않는다.

### 페널티 에어리어
- 손으로 잡고 있던 볼을 방출시킨 후, 다른 경기자가 터치하기 전에 그의 손으로 볼을 다시 터치했을 때
- 팀 동료가 고의적으로 킥하여 준 볼을 손으로 터치했을 때
- 팀 동료가 행한 스로인을 직접 받은 후 손으로 볼을 터치했을 때
- 골키퍼가 공을 들고 6초 이상 경과했을 때

## 같이 보기
- 직접 프리킥
- 프리킥